# Moraga

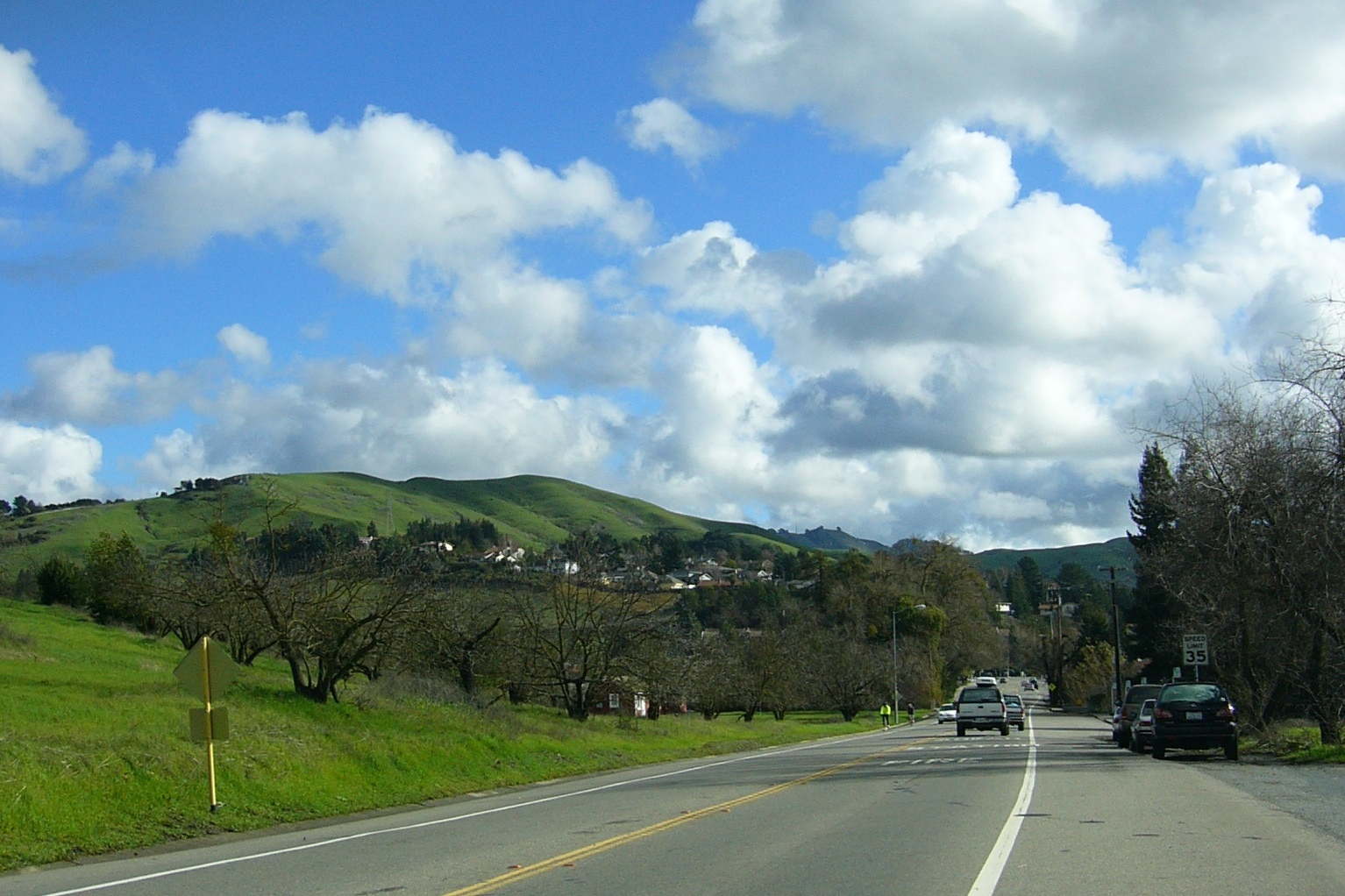
Moraga

Moraga ist eine Stadt im Contra Costa County im US-Bundesstaat Kalifornien mit 16.800 Einwohnern (Stand: 2004). Die geographischen Koordinaten sind: 37,84° Nord, 122,12° West. Das Stadtgebiet hat eine Größe von 24,0 km².

## Söhne und Töchter der Stadt
- Matt Biondi (* 1965), Schwimmer
- Kathy Sheehy (* 1970), Wasserballspielerin
- Peter Varellas (* 1984), Wasserballspieler
- Joe Worsley (* 1997), Volleyballspieler
- Gage Worsley (* 1998), Volleyballspieler